# 田村定一
田村 定一（たむら さだいち、1902年（明治35年）10月25日 - 1966年（昭和41年）12月12日）は、大正から昭和期の労働運動家、部落解放運動家、政治家。衆議院議員。

## 経歴
山口県出身。炭坑労働者、新聞記者を務め労働運動に加わる。
1924年（大正13年）山口県水平社臨時大会に参加。1929年（昭和4年）頃、全国水平社山口県連宇部支部委員長に就任し、山本利平らと活動を共にした。同年11月、宇部市会議員の初の普通選挙に社会大衆党から出馬して当選。その後、社会大衆党中央執行委員、同山口県連合会書記長兼会長、宇部合同労働組合委員長などを務めた。
1946年（昭和21年）4月の第22回衆議院議員総選挙に山口県全県区から日本社会党公認で立候補して当選し、衆議院議員に1期在任した。社会党中央執行委員、同山口県連合会書記長などを務めた。その後、第23回（山口県第1区）、第24回総選挙（山口県第2区、労働者農民党公認）に立候補したがいずれも落選した。
1946年12月、部落解放全国委員会第2回大会で中央委員に選出され、松本治一郎らと共に活動を行った。